# Alexandre de Wurtemberg (1804-1885)
Pour les articles homonymes, voir Alexandre de Wurtemberg (homonymie).
Alexandre de Wurtemberg, né à Saint-Pétersbourg le 9 septembre 1804, décédé à Tüffer, en duché de Styrie, le 4 juillet 1885, est duc de Wurtemberg.

## Biographie
Fils de Louis-Frédéric de Wurtemberg et d'Henriette de Nassau-Weilbourg, il fonde la seconde branche morganatique dite des ducs de Teck et marquis de Cambridge (Teck (de) est le nom d'un château situé à Owen). Cette branche s'éteint en 1980.
Alexandre de Wurtemberg épouse en 1835 la comtesse Claudine Rhedey von Kis-Rhede ; elle est titrée comtesse von Hohenstein avant de mourir en 1841.
Trois enfants sont nés de cette union :
- Claudine de Wurtemberg (1836-1894) ;
- François de Teck (1837-1900), duc de Teck et comte de Wurtemberg, père de Mary de Teck (1867-1953), reine consort du Royaume-Uni et impératrice des Indes ;
- Amélie de Wurtemberg (1838-1893), qui épouse en 1863 le comte Paul von Hügel (1835-1897).